# Biedów
Biedów – osada w Polsce, położona w województwie mazowieckim, w powiecie zwoleńskim, w gminie Kazanów.
W latach 1975–1998 miejscowość należała administracyjnie do województwa radomskiego.